# Premierzy Republiki Chińskiej

## Premierzy Rządu Cesarskiego
- Yikuang, książę Qing (8 maja – 1 listopada 1911)
- Yuan Shikai (2 listopada 1911 – 10 marca 1912)

## Premierzy Republiki Chińskiej

### Premierzy 1912–1914
- Tang Shaoyi (13 marca – 27 czerwca 1912)
- Lu Zhengxiang (29 czerwca – 25 września 1912)
- Zhao Bingjun(inne języki) (25 września 1912 – 1 maja 1913)
- Duan Qirui (tymczasowo) (1 maja – 31 lipca 1913)
- Xiong Xiling (31 lipca 1913 – 12 lutego 1914)
- Sun Baoqi (tymczasowo) – (12 lutego – 1 maja 1914)

### Sekretarze stanu
- Xu Shichang (1 maja 1914 – 22 grudnia 1915)
- Lu Zhengxiang (tymczasowo) (22 grudnia 1915 – 22 marca 1916)
- Xu Shichang (22 marca – 23 kwietnia 1916)
- Duan Qirui (23 kwietnia – 29 czerwca 1916)

### Premierzy 1916–1917
- Duan Qirui (29 czerwca 1916 – 23 maja 1917)
- Wu Tingfang (tymczasowo) (23 maja – 28 maja 1917)
- Li Jingxi(inne języki) (28 maja – 2 lipca 1917)
- Jiang Chaozong (tymczasowo) (12 czerwca – 24 czerwca 1917)

## Premier przywróconego rządu cesarskiego
- Zhang Xun (2 lipca – 12 lipca 1917)

## PremierzyRepubliki Chińskiej
- Duan Qirui (14 lipca – 30 listopada 1917)
- Wang Shizhen (tymczasowo) (30 listopada 1917 – 23 marca 1918)
- Duan Qirui (23 marca – 10 października 1918)
- Qian Nengxun (tymczasowo) (10 października 1918 – 13 czerwca 1919)
- Gong Xinzhan (tymczasowo) (13 czerwca – 24 września 1919)
- Jin Yunpeng (24 września 1919 – 14 maja 1920)
- Sa Zhenbing (14 maja – 9 sierpnia 1920)
- Jin Yunpeng (9 sierpnia 1920 – 18 grudnia 1921)
- Yan Huiqing (tymczasowo) (18 grudnia – 24 grudnia 1921)
- Liang Shiyi (24 grudnia 1921 – 25 stycznia 1922)
- Yan Huiqing (tymczasowo) (25 stycznia – 8 kwietnia 1922)
- Zhou Ziqi (tymczasowo) (8 kwietnia – 11 czerwca 1922)
- Yan Huiqing (11 czerwca – 5 sierpnia 1922)
- Wang Chonghui (tymczasowo) (5 sierpnia – 29 listopada 1922)
- Wang Daxie (tymczasowo) (29 listopada – 11 grudnia 1922)
- Wang Zhengting (tymczasowo) (11 grudnia 1922 – 4 stycznia 1923)
- Zhang Shaozeng (4 stycznia – 9 sierpnia 1923)
- Gao Lingwei (9 września 1923 – 12 stycznia 1924)
- Sun Baoqi (12 stycznia – 14 września 1924)
- Yan Huiqing (14 września – 31 października 1924)
- Huang Fu (tymczasowo) (2 listopada – 24 listopada 1924)
  - urząd zniesiony 1924-1925
- Xu Shiying (26 grudnia 1925 – 4 marca 1926)
- Jia Deyao(inne języki) (tymczasowo) (4 marca – 20 kwietnia 1926)
- Hu Weide(inne języki) (tymczasowo) (20 kwietnia – 13 maja 1926)
- Yan Huiqing (13 maja – 22 czerwca 1926)
- Du Xigui (tymczasowo) (22 czerwca – 1 października 1926)
- Wellington Koo (tymczasowo) (1 października 1926 – 18 czerwca 1927)
- Pan Fu (18 czerwca 1927 – 2 czerwca 1928)
- Tan Yankai (10 października 1928 – 22 września 1930)
- Song Ziwen (22 września 1930 – 4 grudnia 1930)
- Czang Kaj-szek (4 grudnia 1930 – 15 grudnia 1931)
- Chen Mingshu (tymczasowo) (15 grudnia 1931 – 28 grudnia 1931)
- Sun Fo (28 grudnia 1931 – 28 stycznia 1932)
- Wang Jingwei (28 stycznia 1932 – 7 grudnia 1935)
- Czang Kaj-szek (7 grudnia 1935 – 1 stycznia 1938)
- Kong Xiangxi (1 stycznia 1938 – 20 listopada 1939)
- Czang Kaj-szek (20 listopada 1939 – 31 maja 1945)
- Song Ziwen (31 maja 1945 – 1 marca 1947)
- Czang Kaj-szek (1 marca 1947 – 18 kwietnia 1947)
- Zhang Qun (18 kwietnia 1947 – 24 maja 1948)
- Weng Wenhao (24 maja 1948 – 26 listopada 1948)
- Sun Fo (26 listopada 1948 – 12 marca 1949)
- He Yingqin (12 marca 1949 – 3 czerwca 1949)
- Yan Xishan (3 czerwca 1949 – 7 marca 1950)
- Chen Cheng (7 marca 1950 – 7 czerwca 1954)
- Yü Hung-chün (7 czerwca 1954 – 30 czerwca 1958)
- Chen Cheng (30 czerwca 1958 – 15 grudnia 1963)
- Yen Chia-kan (15 grudnia 1963 – 29 maja 1972)
- Chiang Ching-kuo (29 maja 1972 – 30 maja 1978)
- Sun Yun-suan (30 maja 1978 – 20 maja 1984)
- Yu Kuo-hwa (20 maja 1984 – 21 maja 1989)
- Lee Huan (21 maja 1989 – 30 maja 1990)
- Hau Pei-tsun (30 maja 1990 – 10 lutego 1993)
- Lien Chan (10 lutego 1993 – 1 września 1997)
- Vincent Siew (1 września 1997 – 20 maja 2000)
- Tang Fei(inne języki) (20 maja 2000 – 6 października 2000)
- Chang Chun-hsiung (6 października 2000 – 1 lutego 2002)
- Yu Shyi-kun (1 lutego 2002 – 1 lutego 2005)
- Frank Hsieh (1 lutego 2005 – 25 stycznia 2006)
- Su Tseng-chang (25 stycznia 2006 – 12 maja 2007)
- Chang Chun-hsiung (12 maja 2007 – 20 maja 2008)
- Liu Chao-shiuan (20 maja 2008 – 10 września 2009)
- Wu Den-yih (10 września 2009 – 6 lutego 2012)
- Sean Chen (6 lutego 2012 – 18 lutego 2013)
- Jiang Yi-huah (18 lutego 2013 – 8 grudnia 2014)
- Mao Chi-kuo (8 grudnia 2014 – 1 lutego 2016)
- Chang San-cheng (1 lutego 2016 – 20 maja 2016)
- Lin Chuan (20 maja 2016 – 8 września 2017)
- William Lai (8 września 2017 – 14 stycznia 2019)
- Su Tseng-chang (14 stycznia 2019 – 31 stycznia 2023)
- Chen Chien-jen(inne języki) (31 stycznia 2023 – 20 maja 2024)[1]
- Cho Jung-tai(inne języki) (od 20 maja 2024)[2]